# Ford Model A (1927–31)

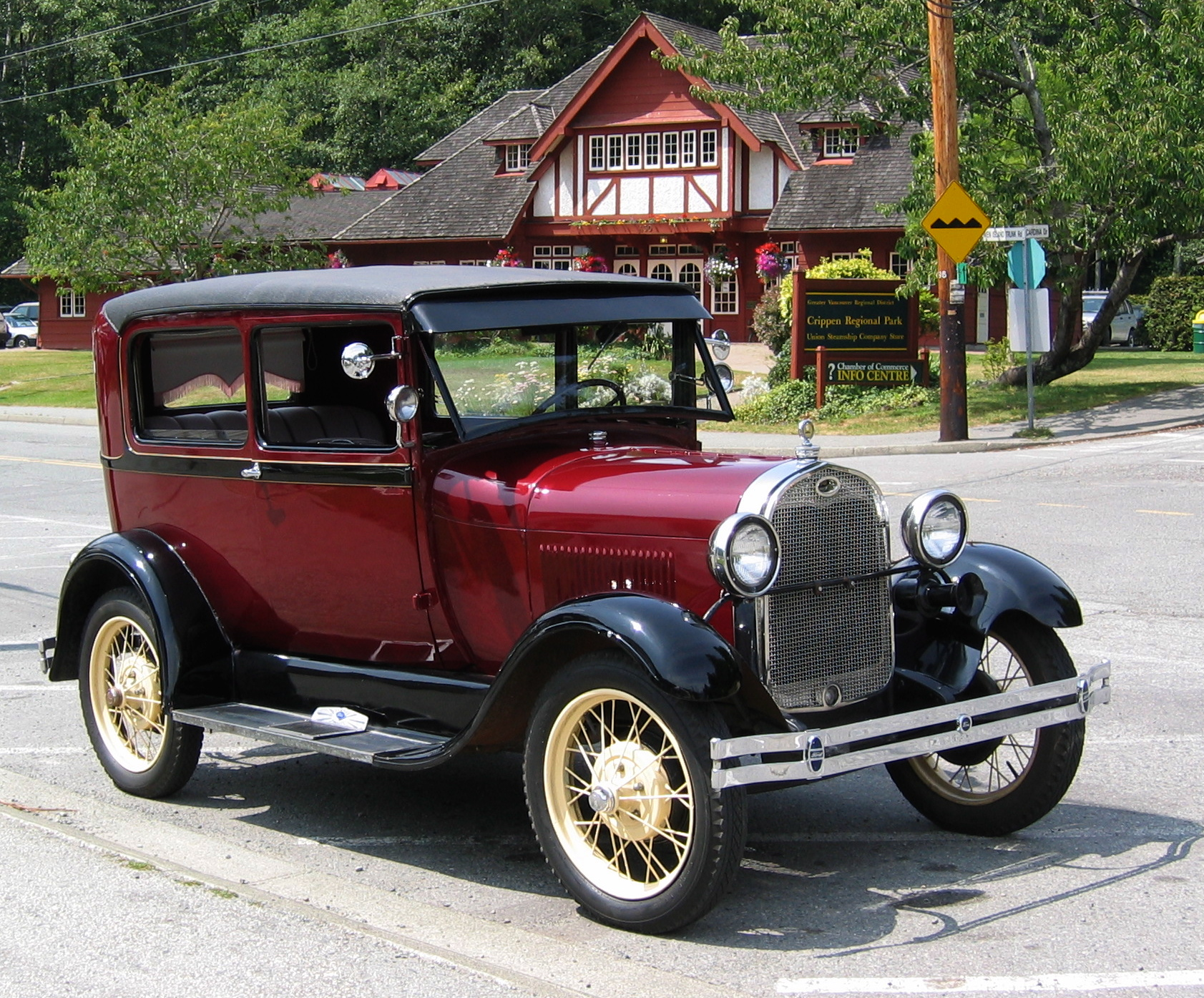
Ford Modell A, senare variant

Ford Model A eller A-Ford var namnet på en bilmodell i Fords modellprogram som tillverkades mellan åren 1927 och 1932. Den ersatte den klassiska Model T, som länge fortsatte att hålla rekordet för mest sålda bil genom tiderna. Model A var den första bilen från Ford som hade standardiserade körreglage som förare kunde känna igen från andra bilmärken (t.ex. placeringen av pedalerna). 
Motorn var 4-cylindrig och hade 3,3 liters volym. 